# Hans Rudolf von Bischoffswerder
Johann (Hans) Rudolf von Bischoffswerder (13. november 1741 i Ostramonda – 30. eller 31. oktober 1803 i Marquardt) var en preussisk general og statsmand af gammel sachsisk adelsslægt. 
Bischoffswerder var i 1760-63 i preussisk krigstjeneste og indtrådte på ny 1778 som major. Han kom snart i forbindelse med arveprinsen, den senere kong Frederik Vilhelm 2., indførte ham i Rosenkreutzernes Orden og dens hemmelighedsfulde væsen og vandt stor indflydelse på ham. Ved hans tronbestigelse i 1786 blev Bischoffswerder fløjadjudant, i 1789 generaladjudant og i 1791 generalmajor; fremkaldte i 1787 felttoget imod Nederlandene og var i 1791 Preussens sendemand ved fredsunderhandlingerne i Sistova. Efter Hertzbergs afgang i 1791 var han leder af Preussens udenrigsstyrelse. Han var i 1792 hovedophavsmand til forbundet med Østrig i Pillnitz og ledsagede 1792-93 kongen på Felttogene mod Frankrig, samt sendtes i 1794 imod Polen, dog uden at udmærke sig. I 1795 var han en ivrig talsmand for fred med Frankrig. Indadtil understøttede han Wöllners reaktion, men efter kongens død fik han i 1798 sin afsked.